# Panegírico

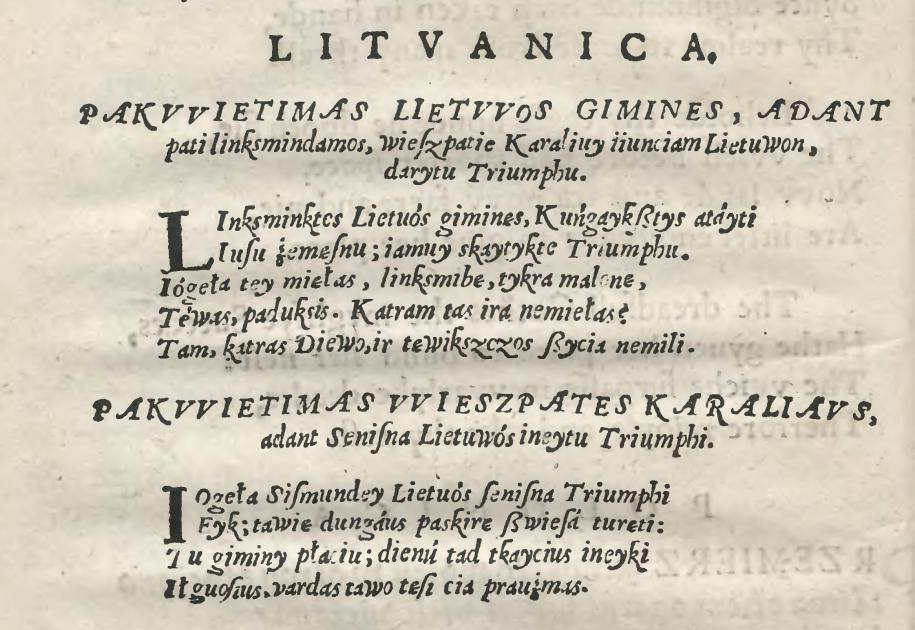
Um Panegírico escrito.

Um panegírico (do grego πανηγυρικός, "reunião") era, originalmente, na Grécia Antiga, o discurso de caráter encomiástico ou laudatório que era pronunciado em grandes reuniões festivas do povo. A palavra foi derivada de panegíria (para as festividades ou grande assembleia). Na Roma Antiga, denominava-se "panegírico" o discurso que os cônsules romanos pronunciavam diante do imperador, depois de serem eleitos, manifestando-lhe seu respeito e admiração.

## Etimologia
A palavra se originou como um composto do em grego clássico: παν- 'tudo' (a forma assumida pela palavra πᾶν, neutro de πᾶς 'tudo', quando tal é usado como um prefixo) e a palavra em grego clássico: ἄγυρις; romaniz.: ágyris, 'assembleia' (uma forma dialética eólica, correspondendo à forma ática ou jônica em grego clássico: ἀγορά; romaniz.: agorá). Compostas, elas deram em grego clássico: πανήγυρις; romaniz.: panḗgyris, 'assembleia geral ou nacional, especialmente um festival em homenagem a um deus' e o adjetivo derivado em grego clássico: πανηγυρικός; romaniz.: panēgyrikós, 'de ou para uma assembleia ou festival público'. No grego helenístico, o substantivo também passou a significar 'uma oração festiva, discurso laudatório', e o adjetivo 'de ou relacionado a um elogio, lisonjeiro'. O substantivo em grego clássico: πανήγυρις; romaniz.: panḗgyris tinha sido emprestado para o latim clássico por volta do segundo século EC, como panēgyris 'festival' (no uso pós-clássico também 'assembleia geral'). Correspondentemente, o latim clássico também incluía o adjetivo panēgyricus, que aparece significando 'laudatório', mas que também passou a funcionar como um substantivo, significando 'elogio público'. Essas palavras inspiraram formações semelhantes em línguas europeias no início do período moderno, como o francês panégyrique, atestado por volta de 1512.

## Grécia Clássica
Em Atenas, tais discursos eram proferidos em festivais ou jogos nacionais, com o objetivo de incitar os cidadãos a emular os feitos gloriosos de seus ancestrais. Os mais famosos são o Olimpíaco de Gorgias, o Olimpíaco de Lísias e o Panegírico e Panatenaico (nenhum deles, no entanto, realmente proferidos) de Isócrates. As orações fúnebres, como a famosa Oração Fúnebre de Péricles em Tucídides, também partilhavam da natureza dos panegíricos.